# René Bichet
René Bichet est un poète français né le 28 février 1887 à Pithiviers (Loiret) et mort le 21 décembre 1912  à Paris.

## Biographie
Originaire de Pithiviers, dans la région naturelle de la Beauce, René Bichet rejoint  la région parisienne pour ses études, au lycée Lakanal à Sceaux, puis au lycée Louis-le-Grand à Paris.
Il est reçu au concours d'entrée à l'École normale supérieure en 1906, puis à l'agrégation de lettres en 1910.
En 1911, il est nommé professeur de français au Collège József Eötvös de Budapest (Hongrie).
C'est au lycée Lakanal qu'il se lie avec Alain-Fournier et Jacques Rivière, puis en khâgne au lycée Louis-le-Grand avec Paul Tuffrau  et Jean Wahl. Il entretient avec eux, ainsi qu'avec le peintre André Lhote une correspondance nourrie.
Attiré par Charles-Louis Philippe, Charles Péguy et Paul Claudel, il témoigne dans ses poèmes d'une très grande sensibilité, et de son origine paysanne.
Grâce à l'appui d'André Gide et de Jacques Rivière, des textes de lui paraissent dans La Nouvelle Revue française.
Il meurt d’une overdose de morphine.

## Œuvres
- Le Livre d’Orphée (fragment). La Nouvelle Revue française, 1910, no 15, p. 360-365.
- Le Livre de l’amour. La Nouvelle Revue française, 1911, no 27, p. 401-420.
- Le Livre de l’église. La Nouvelle Revue française, 1911, no 32, p. 208-235.
- Les Poèmes du petit B., avec une lettre à Alain-Fournier, préface de Raymond Schwab. Éditions Émile-Paul frères, 1939.

## Pour approfondir